# 부앙콕역

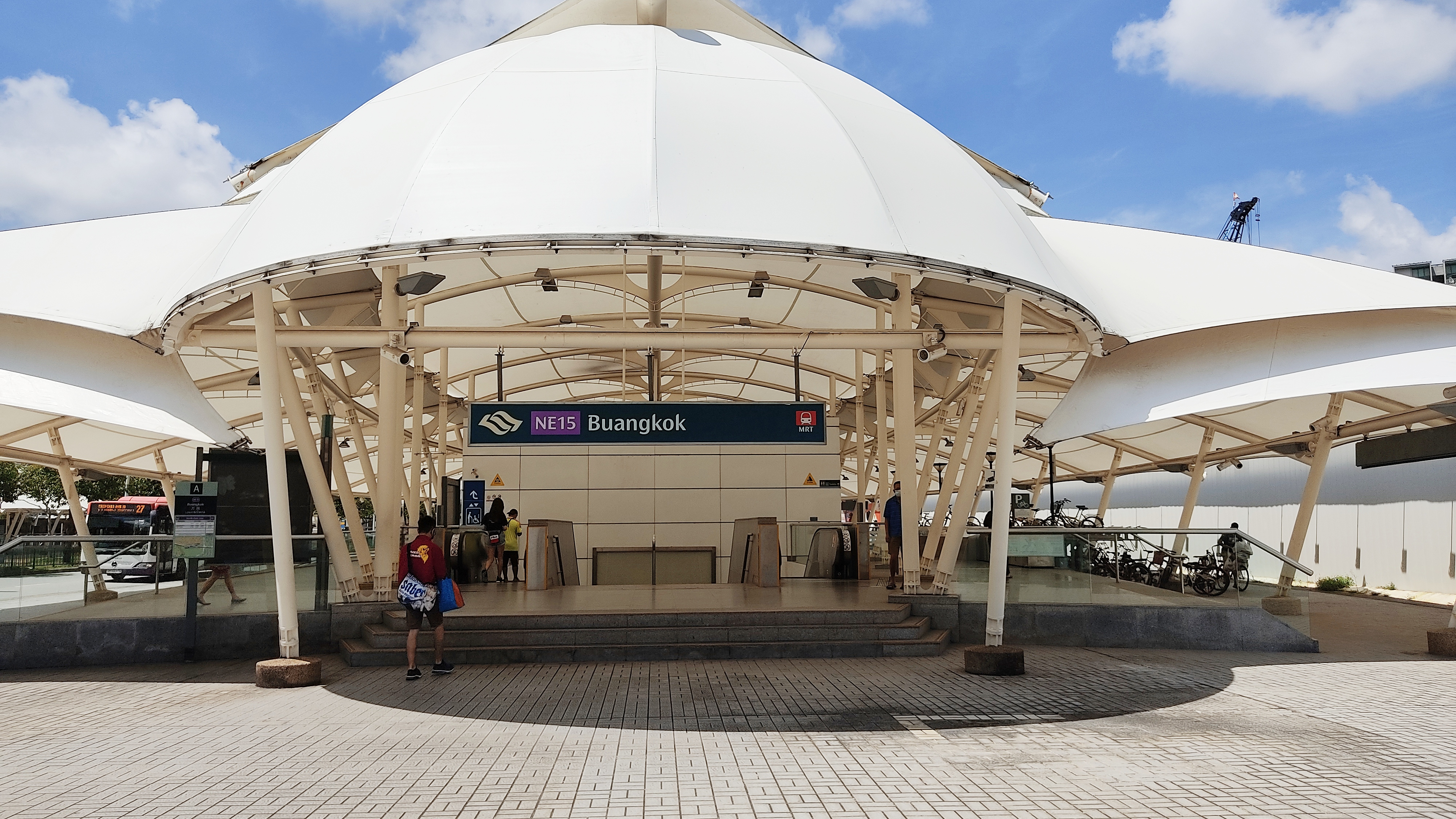

부앙콕역(Buangkok MRT Station)은 싱가포르 노스이스트라인(NEL)의 지하철 MRT(Mass Rapid Transit) 역이다. 콤파스베일 보우(Compassvale Bow)와의 교차점 근처 셍캉 센트럴(Sengkang Central) 아래에 위치한 이 역은 주거 마을인 부앙콕에 서비스를 제공한다. 이 역은 또한 미래의 버스 환승역과 다가오는 통합 개발인 셍캉 그랜드 레지던스(Sengkang Grand Residency)를 제공한다. 이 역은 SBS 트랜싯에서 운영한다.
1996년 3월에 처음 발표되고 1997년 4월에 건설이 시작된 부앙콕역은 2003년 6월 20일에 노선이 운행을 시작했을 때 폐쇄된 NEL의 두 역 중 하나였다. 흰 코끼리 항의 사건을 포함하여 풀뿌리 지도자들과 주민들의 강렬한 로비 끝에 2005년에 역은 2006년 1월 15일에 개통되었다. 부앙콕역은 지정된 민방부대 대피소이다. 역의 두 입구는 흰색 테프론 시트로 둘러싸여 있다.